# Indianapolis Colts 2020
La stagione 2020 degli Indianapolis Colts è stata la 68ª della franchigia nella National Football League, la 37ª ad Indianapolis, la terza con Frank Reich come capo-allenatore e la quarta sotto la dirigenza del general manager Chris Ballard. Il 17 marzo 2020, Colts hanno firmato il quarterback Philip Rivers con un contratto da un anno dal valore di 25 milioni di dollari, per assumere il ruolo di titolare, dopo averlo coperto ai San Diego/Los Angeles Chargers per sedici stagioni, riunendosi con Reich che fu allenatore dei quarterback durante la stagione 2013.
Con la vittoria del tredicesimo turno contro gli Houston Texans i Colts riuscirono a migliorare il bilancio di 7–9 della stagione precedente e riuscirono qualificarsi per i play-off tramite Wild Card. I Colts terminarono la stagione con un bilancio di 11–5 a pari merito coi Tennessee Titans per il titolo della AFC South, ma arrivarono secondi in classifica a causa dello spareggio per vittorie contro gli avversari della propria division (5–1 contro 4–2). I Colts furono sconfitti nel Wild Card Game dai Buffalo Bills 24–27.

## Mercato giocatori

### Free agent

#### Unrestricted
| Giocatore         | Ruolo | Squadra nel 2020         | Data della firma | Contratto             |
| ----------------- | ----- | ------------------------ | ---------------- | --------------------- |
| Josh Andrews      | C     | New York Jets            | 2 aprile 2020    | 1 anno/$1,048 milioni |
| Anthony Castonzo  | OT    | Indianapolis Colts       | 15 marzo 2020    | 2 anni/$33 milioni    |
| Le'Raven Clark    | OT    | Indianapolis Colts       | 20 marzo 2020    | 1 anno/$1,2 milioni   |
| Eric Ebron        | TE    | Pittsburgh Steelers      | 20 marzo 2020    | 2 anni/$12 milioni    |
| Devin Funchess    | WR    | Green Bay Packers        | 2 aprile 2020    | 1 anno/$1,2 milioni   |
| Clayton Geathers  | SS    |                          |                  |                       |
| Joe Haeg          | OT    | Tampa Bay Buccaneers     | 21 marzo 2020    | 1 anno/$2,3 milioni   |
| Dontrelle Inman   | WR    | Washington Football Team | 4 agosto 2020    | 1 anno/$910.000       |
| Chester Rogers    | WR    | Miami Dolphins           | 9 agosto 2020    | 1 anno/$910.000       |
| Jabaal Sheard     | DE    |                          |                  |                       |
| Adam Vinatieri    | K     |                          |                  |                       |
| Jonathan Williams | RB    |                          |                  |                       |

#### Restricted
| Giocatore            | Ruolo | Squadra nel 2020   | Data della firma | Contratto       |
| -------------------- | ----- | ------------------ | ---------------- | --------------- |
| Briean Boddy-Calhoun | CB    |                    |                  |                 |
| Trevon Coley         | DT    | Arizona Cardinals  | 27 marzo 2020    | 1 anno/$142.000 |
| Marcus Johnson       | WR    | Indianapolis Colts | 22 aprile 2020   | 1 anno/$820.000 |

#### Exclusive-rights
| Giocatore        | Ruolo | Squadra nel 2020   | Data della firma | Contratto              |
| ---------------- | ----- | ------------------ | ---------------- | ---------------------- |
| Daurice Fountain | WR    | Indianapolis Colts | 31 marzo 2020    | Estensione per un anno |
| Rolan Milligan   | S     | Indianapolis Colts | 28 marzo 2020    | Estensione di due anni |

#### Arrivi
| Giocatore         | Ruolo | Squadra precedente   | Data della firma | Contratto             |
| ----------------- | ----- | -------------------- | ---------------- | --------------------- |
| DeForest Buckner  | DT    | San Francisco 49ers  | 16 marzo 2020    | 4 anni/$85 milioni    |
| Philip Rivers     | QB    | Los Angeles Chargers | 21 marzo 2020    | 1 anno/$25 milioni    |
| Sheldon Day       | DT    | San Francisco 49ers  | 25 marzo 2020    | 1 anno/$1,75 milioni  |
| Xavier Rhodes     | CB    | Minnesota Vikings    | 27 marzo 2020    | 1 anno/$3 milioni     |
| T.J. Carrie       | CB    | Cleveland Browns     | 30 marzo 2020    | 1 anno/$1,047 milioni |
| Roosevelt Nix     | FB    | Pittsburgh Steelers  | 11 aprile 2020   | 1 anno/$960.000       |
| Trey Burton       | TE    | Chicago Bears        | 22 aprile 2020   | 1 anno/$910.000       |
| Taylor Stallworth | DT    | New Orleans Saints   | 10 agosto 2020   | 1 anno/$750.000       |
| Tavon Wilson      | SS    | Detroit Lions        | 11 agosto 2020   | 1 anno/$1,05 milioni  |
| Tremon Smith      | CB    | Philadelphia Eagles  | 16 agosto 2020   | 1 anno/$750.000       |
| Andrew Vollert    | TE    | Carolina Panthers    | 21 agosto 2020   | 1 anno/$610.000       |
| Andre Chachere    | CB    | Arizona Cardinals    | 23 agosto 2020   | 1 anno/142.800        |
| Joey Hunt         | C     | Seattle Seahawks     | 23 agosto 2020   | 1 anno/$204.000       |
| Dominique Dafney  | TE    |                      | 26 agosto 2020   | 3 anni/$2,285 milioni |

|  | Indica che il giocatore era free agent al termine della stagione 2019 della squadra di cui faceva parte. |

### Svincolati
| Giocatore          | Ruolo | Squadra nel 2020     | Data dello svincolo |
| ------------------ | ----- | -------------------- | ------------------- |
| Margus Hunt        | DE    | New Orleans Saints   | 16 marzo 2020       |
| Pierre Desir       | CB    | New York Jets        | 21 marzo 2020       |
| Brian Hoyer        | QB    | New England Patriots | 21 marzo 2020       |
| Billy Brown        | TE    |                      | 27 aprile 2020      |
| Steve Ishmael      | WR    |                      | 27 aprile 2020      |
| Matt Lengel        | TE    |                      | 28 luglio 2020      |
| Rodney Adams       | WR    | Chicago Bears        | 2 agosto 2020       |
| Darius Jackson     | RB    | Indianapolis Colts   | 2 agosto 2020       |
| Jegs Jegede        | DE    |                      | 2 agosto 2020       |
| Cedrick Lang       | OT    |                      | 2 agosto 2020       |
| Picasso Nelson     | CB    | Miami Dolphins       | 2 agosto 2020       |
| Travis Vornkahl    | OT    |                      | 2 agosto 2020       |
| Brandon Wellington | LB    |                      | 2 agosto 2020       |
| Malik Henry        | WR    | New Orleans Saints   | 12 agosto 2020      |
| Kendall Coleman    | DE    |                      | 16 agosto 2020      |
| Bruce Anderson III | RB    |                      | 26 agosto 2020      |
| Ian Bunting        | TE    |                      | 31 agosto 2020      |
| Roosevelt Nix      | FB    |                      | 31 agosto 2020      |
| Andrew Donnal      | OT    |                      | 1 settembre 2020    |
| Chad Williams      | WR    | Kansas City Chiefs   | 2 settembre 2020    |
| Artavis Scott      | WR    |                      | 3 settembre 2020    |
| Andre Chachere     | CB    | Indianapolis Colts   | 5 settembre 2020    |
| Kameron Cline      | DT    | Indianapolis Colts   | 5 settembre 2020    |
| Dominique Dafney   | TE    |                      | 5 settembre 2020    |
| Jake Eldrenkramp   | G     | Indianapolis Colts   | 5 settembre 2020    |
| Daurice Fountain   | WR    | Indianapolis Colts   | 5 settembre 2020    |
| Farrod Green       | TE    | Indianapolis Colts   | 5 settembre 2020    |
| Gerri Green        | DE    |                      | 5 settembre 2020    |
| Xavier Grimble     | TE    | Indianapolis Colts   | 5 settembre 2020    |
| DeMichael Harris   | WR    | Indianapolis Colts   | 5 settembre 2020    |
| Brandon Hitner     | OT    |                      | 5 settembre 2020    |
| Joey Hunt          | C     | Indianapolis Colts   | 5 settembre 2020    |
| Marcus Johnson     | WR    | Indianapolis Colts   | 5 settembre 2020    |
| Chad Kelly         | QB    | Indianapolis Colts   | 5 settembre 2020    |
| Chase McLaughlin   | K     | Minnesota Vikings    | 5 settembre 2020    |
| Carter O'Donnell   | OT    | Indianapolis Colts   | 5 settembre 2020    |
| Javon Patterson    | C     | New York Giants      | 5 settembre 2020    |
| Lafayette Pitts    | CB    |                      | 5 settembre 2020    |
| Jackson Porter     | CB    |                      | 5 settembre 2020    |
| Travis Reed        | CB    |                      | 5 settembre 2020    |
| Donald Rutledge    | S     |                      | 5 settembre 2020    |
| Tremon Smith       | CB    | Indianapolis Colts   | 5 settembre 2020    |
| Andrew Vollert     | TE    |                      | 5 settembre 2020    |
| Chris Williams     | DT    | Indianapolis Colts   | 5 settembre 2020    |
| Rob Windsor        | DT    | Indianapolis Colts   | 5 settembre 2020    |

### Scambi
- I Colts cedettero il cornerback Quincy Wilson ai New York Jets in cambio della scelta nel 6º giro (211ª assoluta) di questi ultimi.

## Scelte nel Draft 2020
| Scelte dei Colts nel Draft 2020 |        |                     |       |                  |                                       |
| Giro                            | Scelta | Giocatore           | Ruolo | College          | Note                                  |
| 2                               | 34     | Michael Pittman Jr. | WR    | USC              |                                       |
| 2                               | 41     | Jonathan Taylor     | RB    | Wisconsin        | Da Cleveland                          |
| 3                               | 85     | Julian Blackmon     | S     | Utah             | Da Philadelphia tramite Detroit       |
| 4                               | 122    | Jacob Eason         | QB    | Washington       |                                       |
| 5                               | 149    | Danny Pinter        | G     | Ball State       | Da Detroit                            |
| 6                               | 193    | Robert Windsor      | DT    | Penn State       |                                       |
| 6                               | 211    | Isaiah Rodgers      | CB    | UMass            | Da NY Jets tramite Kansas City        |
| 6                               | 212    | Dezmon Patmon       | WR    | Washington State | Da New England (scelta compensatoria) |
| 6                               | 213    | Jordan Glasgow      | LB    | Michigan         | Da New England (scelta compensatoria) |

- I Colts scambiarono la loro scelta nel 2º giro (44ª assoluta) e la scelta nel 5º giro (160ª assoluta) ai Browns in cambio della scelta nel 2º giro (41ª assoluta) di questi ultimi.
- I Colts scambiarono la loro scelta nel 3º giro (75ª assoluta) e la scelta nel 6º giro (197ª assoluta) ai Lions in cambio della scelta nel 3º giro (85ª assoluta), la scelta nel 5º giro (149ª assoluta) e la scelta nel 6º giro (182ª assoluta) di questi ultimi.
- I Colts scambiarono la loro scelta nel 6º giro (182ª assoluta) ai Patriots in cambio delle scelte compensatorie nel 6º giro (212ª e 213ª assolute) di questi ultimi.

### Undrafted free agent
| Undrafted free agent dei Colts nel 2020 |       |                   |        |
| Giocatore                               | Ruolo | College           | Fonte  |
| DeMicheal Harris                        | WR    | Southern Miss     | [ 67 ] |
| Farrod Green                            | TE    | Mississippi State | [ 67 ] |
| Carter O'Donnell                        | OT    | Alberta           | [ 67 ] |
| Kendall Coleman                         | DE    | Syracuse          | [ 67 ] |
| Kameron Cline                           | DT    | South Dakota      | [ 67 ] |
| Chris Williams                          | DT    | Wagner            | [ 67 ] |
| Brandon Wellington                      | LB    | Washington        | [ 67 ] |
| Travis Reed                             | CB    | South Alabama     | [ 67 ] |
| Donald Rutledge                         | S     | Georgia Southern  | [ 67 ] |
| Rodrigo Blankenship                     | K     | Georgia           | [ 67 ] |

## Staff
| Staff degli Indianapolis Colts nel 2020 |
| --- |
| Organi dirigenziali - Proprietario – Jim Irsay - General manager – Chris Ballard - Assistente del general manager – Ed Dodds - Direttore sportivo – Mike Bluem - Direttore del personale sportivo – Kevin Rogers Jr. - Osservatore senior – Todd Vasvari - Direttore degli osservatori del college – Morocco Brown - Assistente del direttore degli osservatori del college – Matt Terpening - Assistente del direttore degli osservatori – Jon Shaw - Direttore dello sviluppo giocatori – Brian Decker Capo allenatore - Capo-allenatore – Frank Reich Altri allenatori - Preparatore atletico – Rusty Jones - Scienze motorie e condizione – Ryan Poddell - Assistente p.a. – Doug McKenney - Assistente p.a. – Zane Fakes Allenatori dell'attacco - Coordinatore offensivo – Nick Sirianni - Quarterback – Marcus Brady - Running back – Tom Rathman - Wide receiver – Mike Groh - Tight end – Jason Michael - Offensive line – Chris Strausser - Assistente offensive line – vacante - Specialista del gioco su passaggi – Kevin Patullo - Controllo qualità dell'attacco – Parks Frazier - Controllo qualità dell'attacco – Jerrod Johnson Allenatori della difesa - Coordinatore difensivo – Matt Eberflus - Defensive line – Brian Baker - Assistente speciale della difesa/assistente defensive line – Matt Raich - Linebacker – Dave Borgonzi - Cornerback – Jonathan Gannon - Safety – Alan Williams - Assistente defensive back – David Overstreet II Allenatori dello special team - Coordinatore dello special team – Raymond Ventrone - Assistente dello special team – Franky Ross |

## Roster
| Roster degli Indianapolis Colts nel 2020 |
| --- |
| Quarterback - 17 Philip Rivers - 7 Jacoby Brissett - 9 Jacob Eason Running Back - 28 Jonathan Taylor - 21 Nyheim Hines PR - 40 Darius Anderson Wide Receiver - 13 T.Y. Hilton - 14 Zach Pascal - 11 Michael Pittman - 12 DeMichael Harris - 85 Dezmon Patmon - 16 Ashton Dulin Tight End - 84 Jack Doyle - 80 Trey Burton - 81 Mo Alie-Cox - 86 Noah Togiai Offensive Linemen - 65 Jared Veldheer T - 75 Chaz Green T - 72 Braden Smith T - 69 Will Holden T - 56 Quenton Nelson G - 64 Mark Glowinski G - 63 Danny Pinter G - 78 Ryan Kelly C - 68 Joey Hunt C Defensive Linemen - 50 Justin Houston DE - 97 Al-Quadin Muhammad DE - 52 Ben Banogu DE - 57 Kemoko Turay DE - 96 Denico Autry DT - 99 DeForest Buckner DT - 90 Grover Stewart DT - 94 Tyquan Lewis DT - 67 Taylor Stallworth DT Linebacker - 53 Darius Leonard OLB - 58 Bobby Okereke OLB - 45 E.J. Speed OLB - 49 Matthew Adams OLB - 59 Jordan Glasgow OLB - 54 Anthony Walker MLB - 44 Zaire Franklin MLB Defensive Back - 26 Rock Ya-Sin CB - 27 Xavier Rhodes CB - 23 Kenny Moore CB - 38 T.J. Carrie CB - 34 Isaiah Rodgers CB/KR - 35 Tremon Smith CB - 32 Julian Blackmon FS - 30 George Odum FS - 37 Khari Willis SS - 31 Tavon Wilson SS Special Team - 46 Luke Rhodes LS - 8 Rigoberto Sanchez P - 3 Rodrigo Blankenship K Lista delle riserve - 25 Marlon Mack RB (IR) - 20 Jordan Wilkins RB (COVID-19) - 15 Parris Campbell WR (IR) - 74 Anthony Castonzo OT (IR) - 62 Le'Raven Clark OT (IR) - 55 Skai Moore MLB (Opt-out) - 39 Marvell Tell CB (Opt-out) - 29 Malik Hooker FS (IR) - 42 Rolan Milligan S (Opt-out) Squadra di allenamento - 39 Paul Perkins RB - 10 Daurice Fountain WR - 41 Farrod Green TE - 61 Carter O'Donnell OT - 73 J'Marcus Webb OT - 60 Jake Eldrenkamp G - 67 Sam Jones G - 66 Chris Williams DT - 92 Kameron Cline DT - 93 Robert Windsor DT - 36 Andre Chachere CB - 42 Will Sunderland CB - 33 Ibraheim Campbell S - 5 Austin Rehkow P 54 attivi, 9 inattivi, 14 nella squadra di allenamento |
| Legenda - I rookie sono in corsivo. - Il primo ruolo è il principale mentre gli eventuali successivi indicano i ruoli secondari. - (IR) sta per Injured Reserve ed indica la lista ristretta per un solo giocatore infortunato che può tornare ad allenarsi dopo la settimana 6 e a rientrare in prima squadra dopo che questa ha giocato 8 partite. - (NF-Inj.) / (NF-Ill.) stanno rispettivamente per Non-Football Injured e Non-Football Illness ed indicano le liste dove viene inserito un giocatore che ha un infortunio o una malattia non dipendente dal football americano. - (PUP) sta per Physically Unable to Perform ed indica la lista dove viene inserito un giocatore mentre è in attesa di recuperare la condizione fisica. Nella stagione regolare dopo la sesta partita giocata dalla propria squadra, il giocatore ha tempo tre settimane per riprendere ad allenarsi, più tre settimane aggiuntive dal suo rientro agli allenamenti per rientrare in prima squadra. |

## Precampionato
Il calendario della fase prestagionale è stato annunciato il 7 maggio 2020. Tuttavia, il 27 luglio 2020, il commissioner della NFL Roger Goodell ha annunciato la cancellazione totale della prestagione, a causa della pandemia di Covid-19.
| Settimana | Data        | Avversario               | Stadio             | Risultato                                     |
| --------- | ----------- | ------------------------ | ------------------ | --------------------------------------------- |
| 1         | 13 agosto   | Philadelphia Eagles      | Lucas Oil Stadium  | Cancellata a causa della pandemia di COVID-19 |
| 2         | 24 agosto   | Washington Football Team | Lucas Oil Stadium  | Cancellata a causa della pandemia di COVID-19 |
| 3         | 29 agosto   | at Buffalo Bills         | Bills Stadium      | Cancellata a causa della pandemia di COVID-19 |
| 4         | 3 settembre | at Cincinnati Bengals    | Paul Brown Stadium | Cancellata a causa della pandemia di COVID-19 |

## Stagione regolare

### Calendario
| Stagione regolare |                     |                         |                     |                     |                     |                     |
| Settimana         | Data                | Avversario              | Risultato           | Record              | Stadio              | Sintesi             |
| 1                 | 13 settembre        | at Jacksonville Jaguars | S 20–27             | 0–1                 | TIAA Bank Field     | Sintesi             |
| 2                 | 20 settembre        | Minnesota Vikings       | V 28–11             | 1–1                 | Lucas Oil Stadium   | Sintesi             |
| 3                 | 27 settembre        | New York Jets           | V 36–7              | 2–1                 | Lucas Oil Stadium   | Sintesi             |
| 4                 | 4 ottobre           | at Chicago Bears        | V 19–11             | 3–1                 | Soldier Field       | Sintesi             |
| 5                 | 11 ottobre          | at Cleveland Browns     | S 23–32             | 3–2                 | FirstEnergy Stadium | Sintesi             |
| 6                 | 18 ottobre          | Cincinnati Bengals      | V 31–27             | 4–2                 | Lucas Oil Stadium   | Sintesi             |
| 7                 | Settimana di riposo | Settimana di riposo     | Settimana di riposo | Settimana di riposo | Settimana di riposo | Settimana di riposo |
| 8                 | 1º novembre         | at Detroit Lions        | V 41–21             | 5–2                 | Ford Field          | Sintesi             |
| 9                 | 8 novembre          | Baltimore Ravens        | S 10–24             | 5–3                 | Lucas Oil Stadium   | Sintesi             |
| 10                | 12 novembre         | at Tennessee Titans     | V 34–17             | 6–3                 | Nissan Stadium      | Sintesi             |
| 11                | 22 novembre         | Green Bay Packers       | V 34–31 (dts)       | 7–3                 | Lucas Oil Stadium   | Sintesi             |
| 12                | 29 novembre         | Tennessee Titans        | S 26–45             | 7–4                 | Lucas Oil Stadium   | Sintesi             |
| 13                | 6 dicembre          | at Houston Texans       | V 26–20             | 8–4                 | NRG Stadium         | Sintesi             |
| 14                | 13 dicembre         | at Las Vegas Raiders    | V 44–27             | 9–4                 | Allegiant Stadium   | Sintesi             |
| 15                | 20 dicembre         | Houston Texans          | V 27–20             | 10–4                | Lucas Oil Stadium   | Sintesi             |
| 16                | 27 dicembre         | at Pittsburgh Steelers  | S 24–28             | 10–5                | Heinz Field         | Sintesi             |
| 17                | 3 gennaio           | Jacksonville Jaguars    | V 28–14             | 11–5                | Lucas Oil Stadium   | Sintesi             |

Note
- Gli avversari della propria division sono in grassetto.

### Riassunti delle partite

#### Settimana 1: at Jacksonville Jaguars
| Arbitro: | John Hussey |

| |            | |
| N. Hines 11':42" Q1 (TD) corsa da 12 yd R. Blankenship 11':42" Q1 (pat) N. Hines 4':45" Q2 (TD) ricezione da 8 yd R. Blankenship 4':45" Q2 (pat) R. Blankenship 0':05" Q2 (FG) 38 yd R. Blankenship 9':39" Q4 (FG) 25 yd | Marcatori  | D. Chark 10':42" Q2 (TD) ricezione da 6 yd J. Lambo 10':42" Q2 (pat) L. Shenault 1':38" Q2 (TD) ricezione da 15 yd J. Lambo 1':38" Q2 (pat) J. Lambo 3':30" Q3 (FG) 50 yd K. Cole 5':56" Q4 (TD) ricezione da 22 yd J. Lambo 5':56" Q4 (pat) J. Lambo 2':50" Q4 (FG) 46 yd |
| Frank Reich | Allenatori | Doug Marrone |

La prima partita della stagione si disputò al TIAA Bank Field di Jacksonville con capienza ridotta a causa della pandemia di COVID-19. I Colts segnarono per primi grazie al touchdown su corsa di Nyheim Hines. A 3':16" alla fine del primo periodo i Colts fallirono a convertire un 4º down & 1 dalle 4 yard dei Jaguars, rinunciando ad un field goal corto. Nei primi minuti del secondo periodo C.J. Henderson intercettò un passaggio ai danni del nuovo quarterback titolare, il veterano Philip Rivers, permettendo poi ai Jaguars di tornare alla pari grazie ad un passaggio da touchdown da Gardner Minshew per D.J. Chark. I Colts risposero con un altro touchdown di Hines, stavolta con un passaggio da touchdown da Rivers. I Jaguars si riportarono alla pari con un passaggio da touchdown di Laviska Shenault, ma poi i Colts riuscirono a chiudere la prima metà di gara in vantaggio 17–14 grazie al field goal del nuovo kicker rookie Rodrigo Blankenship. Nel terzo periodo Blankenship sbagliò un field goal da 30 yard, quindi gli unici a segnare furono i Jaguars grazie ad un field goal da 50 yard di Josh Lambo, riportando i Jaguars al pareggio. Nel quarto periodo Blankenship segnò un field goal da 25 yard che riportò i Colts in vantaggio 20–17, al quale i Jaguars risposerò con un touchdown su ricezione di Keelan Cole. Nel drive successivo Rivers subì un altro intercetto, dando la possibilità ai Jaguars allungare con un field goal. I Colts fallirono la rimonta negli ultimi istanti della partita a causa di un incompleto del veterano T.Y. Hilton. Si tratta della settima volta consecutiva che i Colts perdono la partita inaugurale, la sesta sconfitta consecutiva in trasferta contro i Jaguars.

#### Settimana 2: vs. Minnesota Vikings
| Arbitro: | Alex Kemp |

|                                                                                             |            | |
| D. Bailey 9':01" Q1 (FG) 21 yd D. Cook 5':20" Q4 (TD) corsa da 3 yd D. Cook 5':20" Q4 (tpc) | Marcatori  | J. Taylor 11':45" Q2 (TD) corsa da 5 yd R. Blankenship 11':45" Q2 (pat) D. Buckner 4':45" Q2 (saf) R. Blankenship 1':10" Q2 (FG) 28 yd R. Blankenship 0':24" Q2 (FG) 38 yd R. Blankenship 9':27" Q3 (FG) 38 yd Z. Pascal 14':00" Q4 (TD) ricezione da 2 yd R. Blankenship 14':00" Q4 (pat) R. Blankenship 8':47" Q4 (FG) 44 yd |
| Mike Zimmer                                                                                 | Allenatori | Frank Reich |

La prima partita casalinga dei Colts si disputa in un Lucas Oil Stadium con solamente 2500 spettatori ammessi. I Vikings furono i primi a ricevere la palla e segnare con un field goal corto di Dan Bailey. Non fu segnato alcun punto fino al secondo periodo, quando il running back rookie Jonathan Taylor segnò un touchdown su corsa da 5 yard per i Colts. Un passaggio incompleto del veterano T.Y. Hilton nella end zone negò ai Colts la possibilità di allungare ulteriormente sui Vikings. I Colts furono quindi costretti al punt, che fece ripartire gli ospiti da una posizione molto arretrata; questo permise ai Colts di segnare una safety quando DeForest Buckner placcò il quarterback Kirk Cousins nella propria end zone. Blankenship segnò un field goal da 28 yard ed uno da 38 yard; quest'ultimo reso possibile grazie all'intercetto di Khari Willis. Ad un secondo dalla fine della prima metà di gara T.J. Carrie intercettò un passaggio "Hail Mary" tentato da Cousins per avvicinarsi ai Colts prima dell'intervallo. A pochi minuti dall'inizio del terzo periodo Cousins subì il terzo intercetto della partita effettuato da Kenny Moore, che permise ai Colts di segnare un altro field goal dopo non essere riusciti ad avanzare ulteriormente. Per il resto del terzo periodo i Vikings furono stoppati dalla difesa dei Colts (che mise a segno un altro sack), mentre la squadra di casa avanzò verso la meta avversaria. All'inizio del quarto periodo Zach Pascal segnò il touchdown che con l'extra point convertito portò i Colts in vantaggio di 22 punti; vantaggio che si portò a 25 punti quando Blankenship segnò il suo quarto field goal della giornata. A poco più di cinque minuti dalla fine Dalvin Cook segnò il primo touchdown della partita per i Vikings, seguito da una conversione da due punti segnata dallo stesso. I Colts infine riuscirono a consumare il tempo rimanente e mettere a segno la prima vittoria della stagione e la 300ª in casa della storia della franchigia. Pessima partita per Cousins che chiuse con un passer rating di 15,9.

#### Settimana 3: vs. New York Jets
| Arbitro: | Craig Wrolstad |

|                                                                        |            | |
| B. Berrios 5':12" Q1 (TD) ricezione da 16 yd S. Ficken 5':12" Q1 (pat) | Marcatori  | X. Rhodes 12':25" Q1 (TD) intercetto ritornato per 44 yd R. Blankenship 12':25" Q1 (pat) M. Alie-Cox 14':13" Q2 (TD) ricezione da 1 yd R. Blankenship 14':13" Q2 (pat) R. Blankenship 8':38" Q2 (FG) 42 yd J. Taylor 5':21" Q3 (TD) corsa da 1 yd R. Blankenship 5':21" Q3 (pat) T. Carrie 0':00" Q3 (TD) intercetto ritornato per 47 yd R. Blankenship 0':00" Q3 (pat) J. Houston 4':50" Q4 (saf) R. Blankenship 2':04" Q4 (FG) 41 yd |
| Adam Gase                                                              | Allenatori | Frank Reich |

I New York Jets ebbero un pessimo inizio di partita quando il quarterback Sam Darnold subì un intercetto sul secondo passaggio della partita, messo a segno dal cornerback dei Colts Xavier Rhodes che lo ritornò in touchdown. I Jets risposero con un touchdown di Braxton Berrios per il pareggio (sarà l'unica volta per tutta la partita). I Colts iniziarono a portarsi avanti sugli ospiti con un touchdown di Mo Alie-Cox, seguito da un field goal di Rodrigo Blankenship qualche minuto dopo. Nel drive successivo i Jets arrivarono nella red zone dei Colts ma fallirono a segnare, in quanto Darnold subì il secondo intercetto della partita messo a segno ancora da Rhodes, nella propria end zone. Un field goal da 41 yard sbagliato da Blankenship impedì ai Colts di chiudere la prima metà gara in vantaggio di 13 punti, fermandosi sul 17–7. Jordan Taylor segnò un touchdown su corsa nel terzo periodo che allungò il vantaggio della squadra di casa, ampliato poi dall'intercetto del cornerback T.J. Carrie ritornato in touchdown allo scadere del terzo periodo; questo il terzo intercetto della giornata e la seconda pick six da parte di Darnold. A questo punto è una partita a senso unico, con i Colts che negli ultimi minuti della partita segnano una safety quando Justin Houston placca Darnold nella propria end zone e che chiudono la partita con un field goal di Blankenship. Philip Rivers raggiunse e i 400 passaggi per touchdown e 60.000 yard passate in carriera. La prestazione di Rhodes (un placcaggio, due intercetti e due passaggi deviati) gli valse il titolo di migliore difensore della AFC della settimana.

#### Settimana 4: at Chicago Bears
| Arbitro: | Craig Wrolstad |

| |            | |
| M. Alie-Cox 8':08" Q1 (TD) ricezione da 13 yd R. Blankenship 8':08" Q1 (pat) R. Blankenship 3':47" Q2 (FG) 21 yd R. Blankenship 0':06" Q2 (FG) 30 yd R. Blankenship 0':55" Q3 (FG) 44 yd R. Blankenship 3':47" Q4 (FG) 30 yd | Marcatori  | C. Santos 9':24" Q2 (FG) 27 yd A. Robinson 1':35" Q4 (TD) ricezione da 16 yd D. Montgomery 1':35" Q4 (tpc) |
| Frank Reich | Allenatori | Matt Nagy                                                                                                  |

I Colts furono i primi a segnare con il touchdown di Mo Alie-Cox, reso possibile grazie al punt dei Bears in parte bloccato da Jordan Glasgow che fece ripartire la propria squadra da centrocampo. La situazione rimase invariata fino al field goal di Cairo Santos nel secondo periodo, dopo diversi drive nei quali nessuna delle due squadre riuscì ad avvicinarsi abbastanza. Nel possesso successivo i Colts si dovettero accontentare di un field goal corto effettuato da Rodrigo Blankenship dopo che il passaggio di Philip Rivers diretto a Zach Pascal che sarebbe risultato in un touchdown finì oltre alla end zone. Un altro field goal corto di Blankenship portò i Colts in vantaggio 13–3 all'intervallo. Nel terzo periodo si ripete la situazione del periodo precedente, con le due squadre che faticano ad avanzare sia per errori degli attacchi che per buone prestazioni delle difese; l'unica marcatura fu il field goal di Blankenship. Nel quarto periodo il quarterback dei Bears Nick Foles subì un intercetto messo a segno dal safety rookie dei Colts Julian Blackmon. Grazie a ciò gli ospiti riuscirono con una serie di corse a consumare molto tempo e a portarsi in vantaggio con un altro field goal corto di Blankenship. I Bears quindi sotto di 16 punti ebbero un ultimo tentativo di riavvicinarsi ai Colts, che risultò in un touchdown di Allen Robinson e conversione da due punti di D. Montgomery. I Bears comunque fallirono a recuperare l'onside kick, terminando la partita.

#### Settimana 5: at Cleveland Browns
| Arbitro: | Scott Novak |

| |            | |
| J. Taylor 6':00" Q1 (TD) corsa da 4 yd R. Blankenship 6':00" Q1 (pat) R. Blankenship 10':15" Q2 (FG) 32 yd I. Rodgers 12':00" Q3 (TD) kickoff ritornato per 101 yd R. Blankenship 12':00" Q3 (pat) R. Blankenship 3':58" Q3 (FG) 37 yd R. Blankenship 2':50" Q4 (FG) 25 yd | Marcatori  | C. Parkey 10':24" Q1 (FG) 24 yd K. Hunt 14':06" Q2 (TD) passaggio da 2 yd C. Parkey 14':06" Q2 (pat) R. Higgins 5':58" Q2 (TD) passaggio da 15 yd C. Parkey 5':58" Q2 (pat) C. Parkey 0':13" Q2 (FG) 36 yd R. Harrison 12':15" Q3 (TD) intercetto ritornato per 47 yd C. Parkey 12':15" Q3 (pat) P. Rivers 14':39" Q4 (saf) fallo commesso nella end zone C. Parkey 0':21" Q4 (FG) 46 yd |
| Frank Reich | Allenatori | Kevin Stefanski |

## Play-off
| Play-off  |                |                      |           |        |               |         |
| Turno     | Data           | Avversario (seed)    | Risultato | Record | Stadio        | Sintesi |
| Wild Card | 9 gennaio 2021 | at Buffalo Bills (2) | S 24–27   | 0–1    | Bills Stadium | Sintesi |

## Premi

### Premi settimanali e mensili
- Xavier Rhodes:

difensore della AFC della settimana 3
- E.J. Speed:

giocatore degli special team della AFC della settimana 10
- Rodrigo Blankenship:

giocatore degli special team della AFC della settimana 11
- Kenny Moore:

difensore della AFC della settimana 14
- DeForest Buckner:

difensore della AFC della settimana 15
difensore della AFC del mese di dicembre
- Darius Leonard:

difensore della AFC della settimana 17
- Jonathan Taylor:

rookie offensivo del mese di dicembre
running back della settimana 17